# Dalima truncataria
Dalima truncataria là một loài bướm đêm trong họ Geometridae.